# Mario Brega
Mario Brega, född 5 mars 1923 i Rom, död 23 juli 1994 i samma stad, var en italiensk skådespelare.

## Roller i urval
- 1961 – Giorno per giorno, disperatamente
- 1963 – I mostri
- 1964 – För en handfull dollar
- 1965 – För några få dollar mer
- 1966 – Den gode, den onde, den fule
- 1967 – Hämndens timme
- 1968 – Den tyste hämnaren
- 1973 – Mitt namn är Nobody
- 1975 – Ett geni, två polare och en höna
- 1982 – Borotalco
- 1984 – Once Upon a Time in America